# Симоничская Рудня (Лельчицкий район)
Симоничская Рудня (бел. Сіманіцкая Рудня) — деревня в Симоничском сельсовете Лельчицкого района Гомельской области Беларуси.
На территории национального парка «Припятский» (до 1996 года Припятский ландшафтно-гидрологический заповедник). На западе урочище Выброды, на севере урочище Вписное.

## География

### Расположение
В 31 км на северо-запад от Лельчиц, 94 км от железнодорожной станции Ельск (на линии Калинковичи — Овруч), 246 км от Гомеля.

### Гидрография
На реке Свиновод) (приток реки Припять).

## Транспортная сеть
Транспортные связи по просёлочной, затем автомобильной дороге Средние Печи — Лельчицы. Планировка состоит из короткой прямолинейной улицы, ориентированной с юго-востока на северо-запад, к которой на севере присоединяется короткая дугообразная меридиональноя улица. Застроена преимущественно двусторонне деревянными домами усадебного типа.

## История
Согласно письменным источникам известна с XIX века как селение в Лельчицкой волости Мозырского уезда Минской губернии. В 1879 году упоминается в числе деревень Симоничского церковного прихода. Согласно переписи 1897 года действовала водяная мельница. В 1931 году организован колхоз «2-я пятилетка», работали водяная мельница и шерсточесальня. Во время Великой Отечественной войны в июне 1943 года оккупанты сожгли деревню. Согласно переписи 1959 года в составе колхоза «Прогресс» (центр — деревня Симоничи).

## Население

### Численность
- 2004 год — 29 хозяйств, 49 жителей.

### Динамика
- 1897 год — 15 дворов, 111 жителей (согласно переписи).
- 1908 год — 16 дворов, 125 жителей.
- 1917 год — 176 жителей.
- 1925 год — 31 двор.
- 1940 год — 49 дворов, 258 жителей.
- 1959 год — 207 жителей (согласно переписи).
- 2004 год — 29 хозяйств, 49 жителей.